# Scenic Byway 12

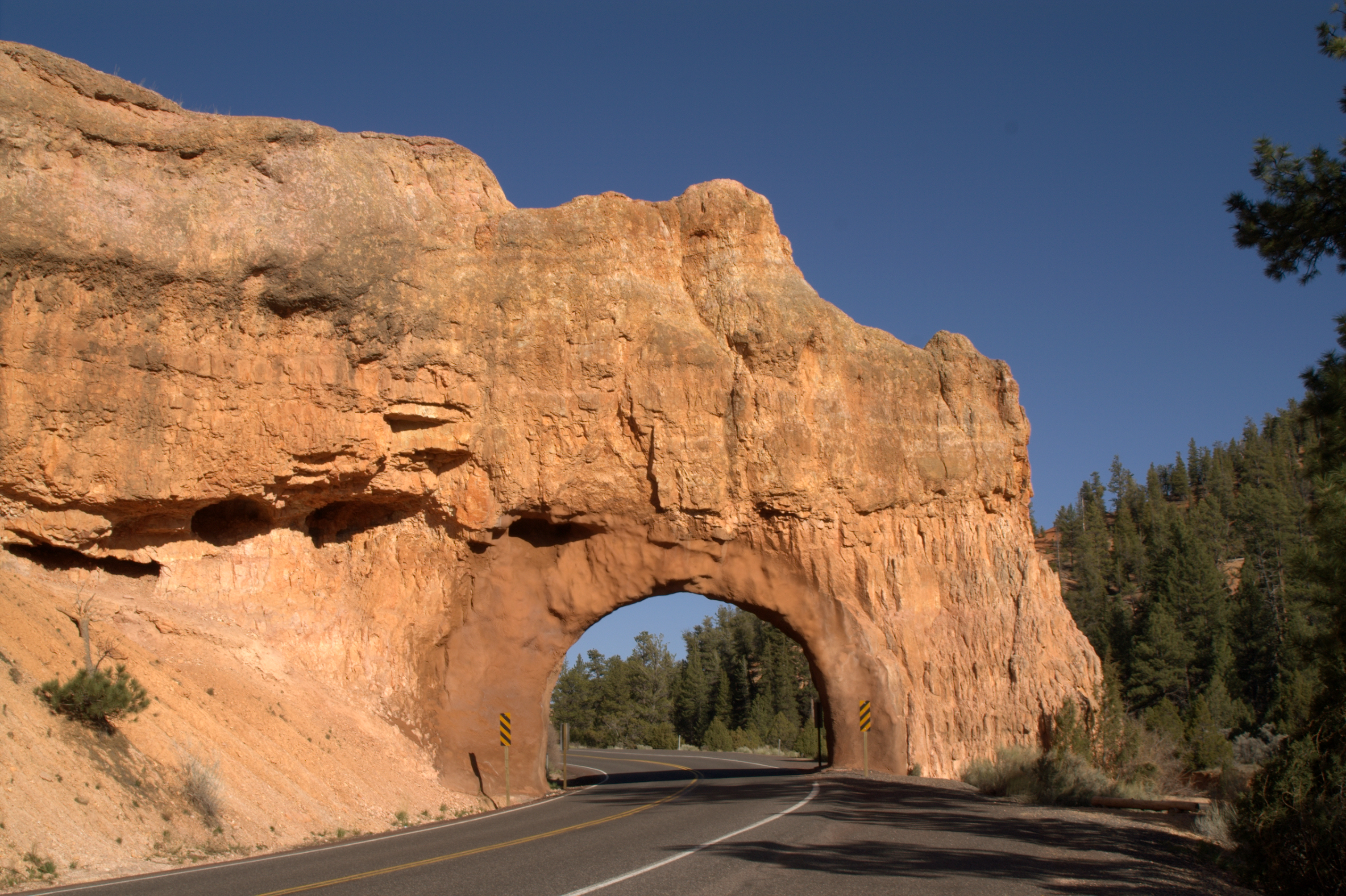
Scenic Byway 12 przecinająca Red Canyon

Scenic Byway 12 (pol. droga krajobrazowa nr 12) – droga typowo amerykańska w stanie Utah w Stanach Zjednoczonych. Niekiedy drogę tę określa się jako State Route 12 (pol. droga stanowa nr 12) lub Highway 12 — A Journey Through Time Scenic Byway (pol. autostrada 12 - droga krajobrazowa umożliwiająca podróż w czasie).
Scenic Byway 12 ma długość niemal 200 km i prowadzi z Panguitch na południu do Torrey na północy. Droga przebiega w pobliżu parku narodowego Bryce Canyon, przecinając Red Canyon, przekracza pomnik narodowy Grand Staircase-Escalante i kończy się niedaleko parku narodowego Capitol Reef. W jej pobliżu położone są również parki stanowe Escalante Petrified Forest i Kodachrome Basin.